# 甘迺迪橋 (尼阿美)

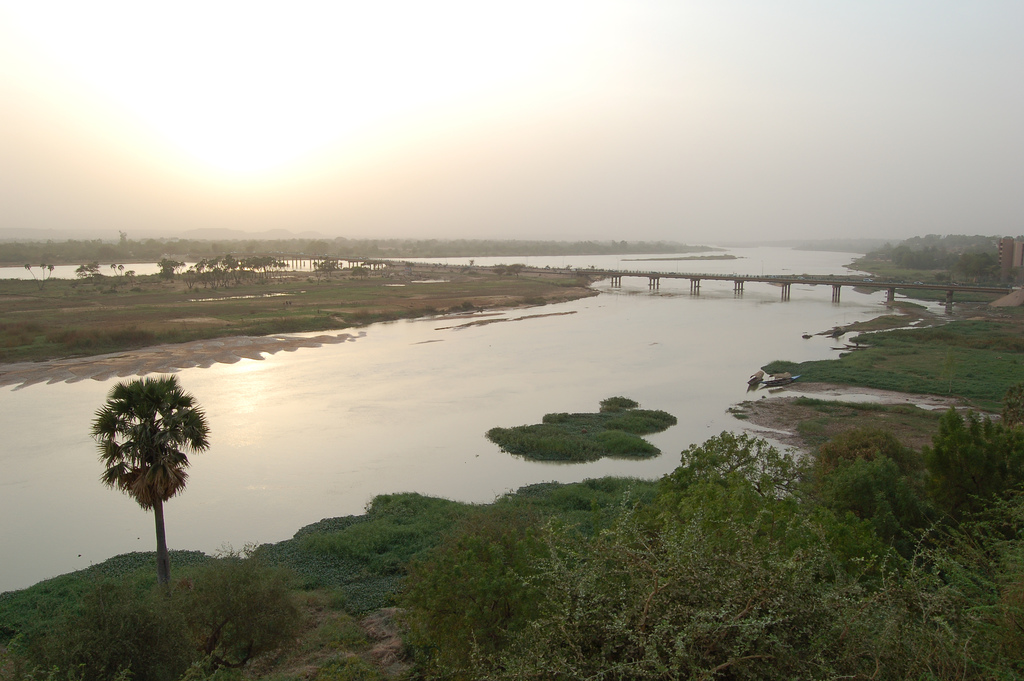
尼日河、甘迺迪橋與部份尼阿美市中心（右）。

13°30′17″N 2°6′14″E / 13.50472°N 2.10389°E
甘迺迪橋（Kennedy Bridge）是一座位於尼日西南部城市尼阿美、橫跨於尼日河的橋樑。甘迺迪橋建於1979年，以美國第35任總統約翰·甘迺迪的姓為名，建成後使尼阿美市境得以擴大至尼日河西岸地區。1990年2月9日，尼阿美大學學生在甘迺迪橋上示威遊行時和警察發生暴力衝突，造成20位平民死亡。暴動最後由時任尼日尔总统的阿里·賽義布率軍敉平 。